# Терера обійська
Тере́ра обійська (Spizocorys obbiensis) — вид горобцеподібних птахів родини жайворонкових (Alaudidae). Ендемік Сомалі.

## Опис
Довжина птаха становить 12-13 см, з яких від 3,57 до 3,9 см припадає на хвіст. Довжина дзьоба становить 1,35-1,55 см. Виду не притаманний статевий диморфізм. Лоб і тім'я сіро-коричневі або жовтувато-коричневі, потилиця і задня частина шиї дещо світліші. Бічні сторони шиї сіро-коричневі. Спина охриста, верхні покривні пера хвоста світло-охристі. Навколо очей білі кільця, над очима світлі "брови", під очима темні смуги, скроні і щоки світло-коричневі. Підборіддя і горло білі. Груди, верхня частина живота і боки білі з жовтуватим відтінком, поцятковані темними смужками, решта нижньої частини тіла біла. Махові пера коричневі. стернові пера темно-коричневі. Крайні стернові пера мають білі края, центральні стернові пера мають охристі края. Очі карі, дзьоб рожевувато-коричневий.

## Поширення і екологія
Ареал обійських терер обмежений прибережною смугою на сході країни, шириною 2,5 км і довжиною 570 км, від Хобьо на півночі до Могадішо на півдні. Обійські терери живуть на піщаних дюнах, порослих чагарниками. Сезон розмноження триває з травня по липень. Гніздо чашоподібне, зроблене з сухої трави і корінців, розміщується на землі. У кладці 2-3 яйця.